# Sławomir Busch
Sławomir Busch (Nowy Tomyśl, 3 de marzo de 1998) es un jugador profesional de voleibol polaco, juego de posición punta-receptor.

## Palmarés

### Clubes
Campeonatos de Polonia Sub-19:
- 2015

Primera liga polaca:
- 2018
- 2016

### Selección nacional
Campeonato Europeo Masculino Sub-21:
- 2016[2]

## Premios individuales
- 2015: Mejor punta-receptor Campeonatos de Polonia Sub-19